# Cascata enzimatica
Le cascate enzimatiche (o regolatorie) sono sistemi costituiti da più enzimi i quali agiscono tra loro causando delle modificazioni covalenti che possono avvenire sul legame peptidico o su gruppi funzionali di residui amminoacidici.

## Cascate enzimatiche irreversibili
Nelle cascate enzimatiche irreversibili lo stimolo primario induce una potente risposta di modificazione dei componenti della cascata capace di generare un repentino accumulo di prodotti finali. Una volta raggiunto l'obiettivo, lo stimolo cessa e si generano segnali di distruzione della molecola bersaglio ("interruttore tutto/nulla"). Le cascate enzimatiche irreversibili sono veloci e potenti perché una piccola quantità di "segnale chimico" può portare all'attivazione di grandi quantità di enzima bersaglio, ma non permettono una regolazione fine.

## Cascate enzimatiche reversibili
Nelle cascate enzimatiche reversibili (cicliche) invece la modulazione degli effettori avviene ai vari livelli della cascata in modo da regolare la quantità dei prodotti. È possibile instaurare dei cicli futili che consumano energia ma permettono una risposta molto rapida agli stimoli e il riconoscimento di minime variazioni di concentrazioni di effettori.
Le cascate enzimatiche cicliche possono essere monocicliche, bicicliche o multicicliche.

## Cascate cicliche

### Cascate monocicliche
Una cascata monociclica è l'accoppiamento di due cascate (non cicliche) che determinano l'una una modificazione, l'altra un ritorno alla forma di partenza. I due processi sono essenzialmente irreversibili.

### Cascate bicicliche
Una cascata biciclica si instaura quando l'enzima convertitore di una cascata ciclica agisce da convertitore su un secondo enzima coinvolto in un'altra reazione. Le cascate bicicliche si distinguono in:
- cascata biciclica aperta
- cascata biciclica chiusa

### Cascate multicicliche
Una cascata multiciclica si instaura quando l'enzima convertitore di una cascata ciclica agisce da convertitore su un secondo enzima coinvolto in un'altra reazione il quale a sua volta agisce su un terzo enzima e così via.

## Caratteristiche e proprietà

### Flessibilità
Una caratteristica delle cascate enzimatiche è la loro flessibilità cioè la capacità di integrare numerosi segnali questo perché la modulazione dell'attività dell'enzima non richiede necessariamente un'interazione diretta enzima-effettore ma può avvenire con diverse modalità a ogni stadio del processo.

### Sensibilità
La risposta della cascata enzimatica alla variazione di concentrazione di effettore primario. Se è di tipo sigmoide (come nei sistemi cooperativi), questo fenomeno di cooperatività apparente va sotto il nome di ultrasensibilità.
Quantitativamente la cooperatività apparente è descritta dall'indice di sensibilità, parametro omologo al coefficiente di Hill per la cooperatività.

### Amplificazione del segnale
Le cascate enzimatiche sono in grado di integrare e amplificare i segnali metabolici velocizzando la cinetica della modifica degli enzimi.
Una catena enzimatica è una serie di modificazioni successivi di vari enzimi, la resa totale di questo processo dipende dalla quantità di enzima modificato a valle della cascata. Questo dipende da:
- quantità iniziale di enzima e modificatore iniziali;
- n° di cicli;
- costanti di ogni ciclo.

All'aumentare il numero dei cicli aumenta il tempo che passa dopo l'attivazione della cascata perché l'ultimo enzima subisca la modificazione (essendoci più cicli consecutivi), ma anche la velocità delle modificazioni stesse.

## Parametri

### Ampiezza della modifica
L'ampiezza della modificazione è il massimo valore del rapporto tra la concentrazione della forma modificata dell'enzima e della concentrazione totale dell'enzima a valore di saturazione di effettore primario, ovvero il massimo grado di modifica in condizioni di effettore primario saturante.

### Segnale di amplificazione
Talvolta, a parità di concentrazione di effettore primario, il grado di modifica dell'enzima bersaglio è molto maggiore di quello dell'enzima modificatore: in questo caso si ha un'amplificazione del segnale, che può essere percepita dall'enzima bersaglio (I) anche molto precocemente.
Il segnale di amplificazione (o fattore di amplificazione) è il rapporto tra la concentrazione di effettore primario e necessario all'attivazione del 50% dell'enzima modificatore E e quella necessaria per ottenere una modificazione del 50% dell'enzima bersaglio I.